# Saint-Pierre-Saint-Jean

Saint-Pierre-Saint-Jean este o comună în departamentul Ardèche din sud-estul Franței. În 1 ianuarie 2022 avea o populație de 190 de locuitori.